# Mydlana Woda
Mydlana Woda – potok górski w Sudetach Środkowych, w Górach Czarnych, w woj. dolnośląskim.
Górski potok  III rzędu o długości 3,77 km, lewy dopływ Bystrzycy należący do dorzecza Odry i zlewiska Morza Bałtyckiego.
Źródło potoku położone na wysokości 560 m n.p.m. w górnej części miejscowości Podlesie pod Przełęczą Niedźwiedzią w północno-zachodniej części Gór Czarnych. Potok w górnym biegu płynie w kierunku wschodnim przez łąki i pastwiska, szeroką doliną oddzielającą masyw Klasztorzyska od Masywu Szerzawy. Na poziomie ok. 520 m n.p.m. potok wpływa na teren zalesiony. W dolnym biegu potok skręca na południe i płynie w kierunku ujścia, gdzie na wysokości ok. 365 m n.p.m. w południowej części miejscowości Zagórze Śląskie uchodzi do Bystrzycy. Przed ujściem dolina zwęża się, a jej zbocza są w większości zalesione. W większości swojego biegu płynie wśród terenów zalesionych. W korycie potoku występują małe progi skalne. Zasadniczy kierunek biegu potoku jest północno-wschodni. Jest to potok górski zbierający wody północno-wschodnich zboczy Gór Czarnych. Potok dziki, nieuregulowany o wartkim prądzie wody. Brzegi w nieznacznym stopniu zadrzewione. Potok charakteryzuje się wyrównanymi spadkami podłużnymi i zmiennymi wodostanami.

## Budowa geologiczna
Podłoże koryta potoku stanowią skały bloku sowiogórskiego, dolnokarbońskie zlepieńce gnejsowe i migmatyty, przykryte osadami plejstoceńskimi – gliny i piaski.
Miejscowości przez które przepływa
- Zagórze Śląskie

## Dopływy
- kilka mniejszych bezimiennych potoczków